# Pfarrkirche Bichlbach

Katholische Pfarrkirche hl. Laurentius in Bichlbach, daneben das Zunftmuseum

Langhaus, Blick zum Chor

Chorfresko Wundersame Brotvermehrung

Langhaus, Blick zur Empore

Die Pfarrkirche Bichlbach steht im Nordosten des Dorfzentrums in der Gemeinde Bichlbach im Bezirk Reutte im Bundesland Tirol. Die dem Patrozinium hl. Laurentius von Rom unterstellte römisch-katholische Pfarrkirche gehört zum Dekanat Breitenwang in der Diözese Innsbruck. Die Kirche und der Friedhof stehen unter Denkmalschutz (Listeneintrag).

## Geschichte
Urkundlich wurde 1394 eine Kirche genannt. Die Filiale der Pfarrkirche Breitenwang wurde 1423 zur Pfarrkirche erhoben. 1456 wurde die Kirche baulich erweitert. Der Neubau der Kirche von 1733 bis 1736 wurde 1767 geweiht. 1848/1850 war eine Renovierung. 1902/1906 und 1944/1945 wurde die Kirche innen restauriert. 1967 war eine Außenrestaurierung.

## Architektur
Der einheitliche barocke Kirchenbau unter einem Satteldach mit einem gotischen Nordturm ist von einem ummauerten Friedhof umgeben.
Das Kirchenäußere zeigt ein einfaches Langhaus mit Rundbogenfenstern, der eingezogene Chor hat einen Dreiachtelschluss, nördlich am Chor steht der Turm mit rundbogigen Schallfenstern und einem Giebelspitzhelm.
Das Kircheninnere zeigt ein vierjochiges Langhaus mit verschliffenen ausgerundeten Ecken, auf flachen Stuckpilastern mit einem umlaufenden Gesims zeigt sich ein Spiegelgewölbe mit Stichkappen. Der Triumphbogen ist eingezogen. Der eingezogene zweijochige Chor zeigt Doppelpilaster, ein umlaufendes Gesims und ein Stichkappentonnengewölbe.
Das Fresko Wundersame Brotvermehrung im Chor schuf Franz Anton Zeiller 1785. Die Fresken im Langhaus schuf Johann Jakob Zeiller 1778, Verurteilung und Verherrlichung des hl. Laurentius, am Triumphbogen Vier Kirchenväter, in der Hohlkehle des Langhauses die Zwölf Apostel, in den Stichkappen Putten, über der Orgel David mit Engeln.

## Ausstattung
Der Hochaltar wurde aus dem Kloster Ettal hierher übertragen, er zeigt eine strenge Sechssäulenarchitektur mit geschwungenem geschlossenem Gebälk, die Säulen zeigen Bandlwerkauflagen, auch der Aufsatz mit dem Oberbild hat seitliche Säulen, begrenzt von zwei Volutenbändern. Das Hochaltarbild Martyrium des hl. Laurentius und das Oberbild Mariä Himmelfahrt malte Balthasar Riepp 1742. Die Figuren der Heiligen Peter und Paul entstanden um 1736 in der Werkstatt Anton Sturm.
Die Brüstungsorgel baute der Orgelbauer Mathias Weber 1844. Eine Glocke nennt Simon Peter Miller 1797. Eine Glocke nennt Johann Graßmayr 1834.